# Nova Zelândia nos Jogos Olímpicos de Verão da Juventude de 2010
A Nova Zelândia participou dos Jogos Olímpicos de Verão da Juventude de 2010 em Singapura. Sua delegação foi composta de 54 atletas que competiram em 16 esportes.

## Medalhistas
| Medalha | Nome | Esporte              | Evento                      | Data         |
| ------- | --- | -------------------- | --------------------------- | ------------ |
| Ouro    | Aaron Barclay | Triatlo              | Individual masculino        | 16 de agosto |
| Prata   | Jackson Gill | Atletismo            | Arremesso de peso masculino | 22 de agosto |
| Prata   | Joseph Parker | Boxe                 | Peso super-pesado           | 25 de agosto |
| Bronze  | Georgia Barnett, Elizabeth Keddell, Amy Barry, Sarah Matthews, Jamie Bolton, Rachel McCann, Jessica Chisholm, Kate McCaw, Michaela Curtis, Elley Miller, Samara Dalziel, Danielle Sutherland, Rhiannon Dennison, Lydia Velzian, Erin Goad, Kayla Wilson | Hóquei sobre a grama | Torneio Feminino de Hóquei  | 24 de agosto |

## Atletismo

### Feminino
| Evento                         | Atleta                                                   | Qualificação | Qualificação | Final     | Final        |
| Evento                         | Atleta                                                   | Resultado    | Posição      | Resultado | Posição      |
| ------------------------------ | -------------------------------------------------------- | ------------ | ------------ | --------- | ------------ |
| 200 m feminino                 | Hazel Bowering-Scott                                     | 25.33        | 13º (6º q3)  | 25.35     | 5º (Final B) |
| 3000 m feminino                | Anna-lisa Uttley                                         | 10:07.69     | 11º          | 10:07.63  | 2º (Final B) |
| 2000 m com obstáculos feminino | Jenna Hansen                                             | 8:11.91      | 15º          | 8:03.65   | 7º (Final B) |
| Revezamento feminino           | Hazel Bowering-Scott (como integrante da equipe Oceania) |              |              | 2:13.96   | 4º           |

### Masculino
| Evento                          | Atleta           | Qualificação | Qualificação | Final         | Final        |
| Evento                          | Atleta           | Resultado    | Posição      | Resultado     | Posição      |
| ------------------------------- | ---------------- | ------------ | ------------ | ------------- | ------------ |
| 100 m masculino                 | Yarride Rosario  | 11.46        | 20º (4º q3)  | 11.73         | 6º (Final C) |
| 1000 m masculino                | Brad Mathas      | 2:44.64      | 20º (10º q1) | 2:34.47       | 9º (Final B) |
| 3000 m masculino                | Mohamed Ali      | 9:07.60      | 18º          | 9:01.03       | 6º (Final B) |
| 110 m com barreiras masculino   | Joshua Hawkins   | 14.46        | 12º (5º q2)  | 14.59         | 5º (Final B) |
| 10 km marcha atlética masculina | Matthew Holcroft |              |              | Não completou | --           |
| Arremesso de peso masculino     | Jackson Gill     | 21.73        | 2º           | 22.60         | [ 20 ]       |

## Badminton
| Atleta           | Evento            | Fase de grupos | Fase de grupos                        | Fase de grupos                                  | Fase de grupos                                  | Fase de grupos | Quartas-de-final | Semifinais  | Final       | Pos. final  |
| Atleta           | Evento            | Grupo          | 1ª rodada                             | 2ª rodada                                       | 3ª rodada                                       | Pos.           | Quartas-de-final | Semifinais  | Final       | Pos. final  |
| ---------------- | ----------------- | -------------- | ------------------------------------- | ----------------------------------------------- | ----------------------------------------------- | -------------- | ---------------- | ----------- | ----------- | ----------- |
| Asher Richardson | Simples masculino | H              | PER Mario Cuba D 0-2 (13-21, 18-21)   | IND Sairaneeth Bhamidipati D 0-2 (12-21, 12-21) | SIN Huang Chao D 0-2 (7-21, 8-21)               | 4º             | Não avançou      | Não avançou | Não avançou | Não avançou |
| Victoria Cheng   | Simples feminino  | D              | INA Renna Suwarno D 0-2 (15-21, 5-21) | CHN Deng Xuan D 0-2 (9-21, 5-21)                | PER Katerine Winder D 1-2 (16-21, 21-19, 10-21) | 4º             | Não avançou      | Não avançou | Não avançou | Não avançou |

## Basquetebol
Masculino:
| Elenco                                                | Preliminares                                                   | Preliminares | Classificação 9-16 | Classificação 13-16               | Disputa pelo 13º lugar | Pos. final |
| Elenco                                                | Grupo A                                                        | Pos.         | Classificação 9-16 | Classificação 13-16               | Disputa pelo 13º lugar | Pos. final |
| ----------------------------------------------------- | -------------------------------------------------------------- | ------------ | ------------------ | --------------------------------- | ---------------------- | ---------- |
| James Ashby Ben Fraser Michael Karena Reuben Te Rangi | Grécia D 19-22 Porto Rico V 30-26 Sérvia D 13-30 Índia V 17-12 | 3º           | Irã D 17-29        | República Centro-Africana V 29-21 | Egito D 26-29          | 14º        |

## Boxe
| Atleta        | Evento                             | Preliminares | Semifinais                | Final               | Pos. final       |
| ------------- | ---------------------------------- | ------------ | ------------------------- | ------------------- | ---------------- |
| Joseph Parker | Peso super-pesado (acima de 91 kg) | Sem oponente | HUN Jozsef Zsigmond V 5-1 | FRA Tony Yoka D 5-8 | Medalha de prata |

## Ciclismo
| Equipe              | Prova                     | Corta-mato | Corta-mato | Contra-relógio | Contra-relógio | BMX  | BMX   | Estrada masculino* | Pontos | Pos. final |
| Equipe              | Prova                     | Fem.       | Masc.      | Fem.           | Masc.          | Fem. | Masc. | Estrada masculino* | Pontos | Pos. final |
| ------------------- | ------------------------- | ---------- | ---------- | -------------- | -------------- | ---- | ----- | ------------------ | ------ | ---------- |
| Denay Cottam        | Equipes mistas combinadas |            |            |                | 25             |      |       | 72                 | 310    | 20º        |
| Sam Shaw            | Equipes mistas combinadas |            | 72         |                |                |      |       | Não completou      | 310    | 20º        |
| Sarah Kate McDonald | Equipes mistas combinadas | 37         |            | 12             |                | 34   |       |                    | 310    | 20º        |
| Trent Woodcock      | Equipes mistas combinadas |            |            |                |                |      | 58    |                    | 310    | 20º        |

*Na prova de estrada apenas a melhor pontuação foi considerada.

## Halterofilismo
| Evento              | Atleta       | Peso corporal (kg) | Arranque (kg) | Arranque (kg) | Arranque (kg) | Arranque (kg) | Arremesso (kg) | Arremesso (kg) | Arremesso (kg) | Arremesso (kg) | Total (kg) | Pos. final |
| Evento              | Atleta       | Peso corporal (kg) | 1             | 2             | 3             | Res.          | 1              | 2              | 3              | Res.           | Total (kg) | Pos. final |
| ------------------- | ------------ | ------------------ | ------------- | ------------- | ------------- | ------------- | -------------- | -------------- | -------------- | -------------- | ---------- | ---------- |
| Até 69 kg masculino | Joshua Milne | 68,50              | 83            | 89            | 91            | 91            | 110            | 117            | 117            | 110            | 201        | 9º         |

## Hipismo
| Atleta                                               | Cavalo   | Evento            | Preliminares | Preliminares | Preliminares | Preliminares | Preliminares | Preliminares | Final       | Final       | Pos. final       |
| Atleta                                               | Cavalo   | Evento            | Rodada A     | Rodada A     | Rodada B     | Rodada B     | Rodada B     | Total A+B    | Penal.      | Tempo       | Pos. final       |
| Atleta                                               | Cavalo   | Evento            | Penal. salto | Pos.         | Penal. salto | Penal. tempo | Total B      | Total A+B    | Penal.      | Tempo       | Pos. final       |
| ---------------------------------------------------- | -------- | ----------------- | ------------ | ------------ | ------------ | ------------ | ------------ | ------------ | ----------- | ----------- | ---------------- |
| Jake Lambert                                         | Le Lucky | Saltos individual | 12           | 23º          | 4            | 0            | 4            | 16           | Não avançou | Não avançou | 21º              |
| Jake Lambert (como integrante da equipe Australásia) | Le Lucky | Saltos por equipe | 4            | 1º           | 4            | 0            | 4            | 8            | 4           | 154.26      | Medalha de prata |

## Hóquei sobre a grama
Feminino:
| Elenco | Preliminares                                                                              | Preliminares | Disputa pelo bronze | Pos. final        |
| Elenco | Grupo único                                                                               | Pos.         | Disputa pelo bronze | Pos. final        |
| --- | ----------------------------------------------------------------------------------------- | ------------ | ------------------- | ----------------- |
| Georgia Barnett, Amy Barry, Jamie Bolton, Jessica Chisholm, Michaela Curtis, Samara Dalziel, Rhiannon Dennison, Erin Goad, Elizabeth Keddell, Sarah Matthews, Rachel McCann, Kate McCaw, Elley Miller, Danielle Sutherland, Lydia Velzian, Kayla Wilson | Coreia do Sul V 3-2 Irlanda V 3-2 Países Baixos D 0-1 África do Sul V 4-0 Argentina D 0-1 | 3º           | Coreia do Sul V 5-4 | Medalha de bronze |

## Judô
| Evento             | Atleta       | 1ª rodada    | 2ª rodada                       | 1ª rodada repescagem | 2ª rodada repescagem                     | 3ª rodada repescagem        | Pos. final |
| ------------------ | ------------ | ------------ | ------------------------------- | -------------------- | ---------------------------------------- | --------------------------- | ---------- |
| Até 63 kg feminino | Haley Baxter | Sem oponente | LTU Laura Naginskaite D 000-102 | Sem oponente         | TOG Djamila Tchaniley-Larounga V 100-000 | LIB Caren Chammas D 000-100 | --         |

| Evento         | Atleta                                            | 1ª rodada    | 2ª rodada              | Semifinais              | 2ª Final               | Pos. final |
| -------------- | ------------------------------------------------- | ------------ | ---------------------- | ----------------------- | ---------------------- | ---------- |
| Equipes mistas | Haley Baxter (como integrante da equipe Belgrado) | Sem oponente | ZZX Equipe Osaka V 4-4 | ZZX Equipe Tóquio V 5-3 | ZZX Equipe Essen D 1-6 |            |

## Lutas
| Atleta     | Evento                   | Preliminares                     | Preliminares                | Preliminares                | Preliminares             | Preliminares       | Preliminares | Disputa do 7º lugar       | Pos. final |
| Atleta     | Evento                   | 1ª rodada                        | 2ª rodada                   | 3ª rodada                   | 4ª rodada                | 5ª rodada          | Pos.         | Oponente Resultado        | Pos. final |
| Atleta     | Evento                   | Oponente Resultado               | Oponente Resultado          | Oponente Resultado          | Oponente Resultado       | Oponente Resultado | Pos.         | Oponente Resultado        | Pos. final |
| ---------- | ------------------------ | -------------------------------- | --------------------------- | --------------------------- | ------------------------ | ------------------ | ------------ | ------------------------- | ---------- |
| Tayla Ford | Livre até 60 kg feminino | MGL Battsetseg Baatarzorig D 0-3 | RUS Svetlana Lipatova D 0-3 | NGR Christiana Victor D 0-4 | GUI Aninata Souare V 4-0 | Folga              | 4º           | SIN Natasha Putteri V 3-0 | 7º         |

## Natação
| Atleta         | Prova                 | Elims.  | Elims.      | Semifinal   | Semifinal    | Final       | Final       |
| Atleta         | Prova                 | Tempo   | Pos.        | Tempo       | Pos.         | Tempo       | Pos.        |
| -------------- | --------------------- | ------- | ----------- | ----------- | ------------ | ----------- | ----------- |
| Chloe Francis  | 100 m livre feminino  | 58.84   | 23º (7º qF) | Não avançou | Não avançou  | Não avançou | Não avançou |
| Chloe Francis  | 200 m livre feminino  | 2:03.92 | 7º (5º qE)  | Não houve   | Não houve    | 2:03.18     | 6º          |
| Chloe Francis  | 400 m livre feminino  | 4:22.59 | 10º (4º qD) | Não houve   | Não houve    | Não avançou | Não avançou |
| Chloe Francis  | 100 m peito feminino  | 1:13.38 | 15º (5º qE) | 1:13.03     | 14º (8º sf2) | Não avançou | Não avançou |
| Chloe Francis  | 200 m medley feminino | 2:16.96 | 3º (1º qD)  | Não houve   | Não houve    | 2:17.62     | 5º          |
| Matt Stanley   | 100 m livre masculino | 52.80   | 31º (7º qD) | Não avançou | Não avançou  | Não avançou | Não avançou |
| Matt Stanley   | 200 m livre masculino | 1:51.21 | 3º (1º qC)  | Não houve   | Não houve    | 1:51.59     | 5º          |
| Matt Stanley   | 400 m livre masculino | 3:58.45 | 7º (4º qD)  | Não houve   | Não houve    | 3:56.75     | 7º          |
| Renee Stothard | 100 m costas feminino | 1:09.94 | 16º (1º qB) | 1:05.11     | 14º (8º sf1) | Não avançou | Não avançou |
| Renee Stothard | 200 m costas feminino | 2:20.14 | 18º (6º qD) | Não houve   | Não houve    | Não avançou | Não avançou |
| Renee Stothard | 200 m medley feminino | 2:31.22 | 22º (7º qD) | Não houve   | Não houve    | Não avançou | Não avançou |

## Remo
| Atleta                            | Prova                   | Elim.   | Elim.       | Repescagem | Repescagem | Semifinais | Semifinais    | Final   | Final        |
| Atleta                            | Prova                   | Tempo   | Pos.        | Tempo      | Pos.       | Tempo      | Pos.          | Tempo   | Pos.         |
| --------------------------------- | ----------------------- | ------- | ----------- | ---------- | ---------- | ---------- | ------------- | ------- | ------------ |
| Hayden Cohen                      | Skiff simples masculino | 3:30.65 | 4º(bat. 2)  | 3:36.95    | 2º(rep. 4) | 3:35.38    | 4º (sf A/B 2) | 3:28.04 | 2º (Final B) |
| Beatrix Heaphy-Hall Eve Mcfarlane | Dois sem feminino       | 3:34.85 | 4º (bat. 3) | 3:49.63    | 1º         | 3:41.97    | 5º (sf A/B 1) | 3:38.69 | 1º (Final B) |

## Tênis de mesa
| Atleta              | Evento            | Preliminares | Preliminares | Preliminares | 2ª fase (consolação) | 2ª fase (consolação) | 2ª fase (consolação) | Pos. final |
| Atleta              | Evento            | Grupo        | Confrontos | Pos.         | Grupo                | Confrontos | Pos.                 | Pos. final |
| ------------------- | ----------------- | ------------ | --- | ------------ | -------------------- | --- | -------------------- | ---------- |
| Kevin Wu            | Simples masculino | F            | NGR Ojo Onaolapo D 1-3 (5-11, 11-7, 8-11, 3-11) ARG Pablo Saragovi V 3-1 (9-11, 12-10, 17-15, 11-6) KOR Hyun Dong Kim D 0-3 (7-11, 2-11, 4-11) | 3º           | FF                   | MRI Warren Li Kam Wa V 3-2 (6-11, 11-4, 8-11, 11-4, 11-7) THA Tanapol Santiwattanatarm D 0-3 (8-11, 8-11, 8-11) GER Florian Wagner D 1-3 (7-11, 4-11, 11-6, 9-11) | 3º                   | --         |
| Julia Wu            | Simples feminino  | F            | JPN Ayuka Tanioka D 0-3 (7-11, 3-11, 4-11) GBR Alice Loveridge D 0-3 (11-13, 9-11, 7-11) SIN Isabelle Li D 0-3 (2-11, 3-11, 5-11)              | 4º           | GG                   | TPE Hsin Huang D 0-3 (4-11, 5-11, 4-11) SRI Nuwani G. Vithanage D 0-3 (7-11, 8-11, 8-11) SVN Alex Galic D 0-3 (2-11, 5-11, 7-11)                                  | 4º                   | --         |
| Kevin Wu e Julia Wu | Equipes mistas    | F            | Croácia D 0-3 (0-3, 0-3, 0-3) Pan-América 2 D 0-3 (0-3, 0-3, 0-3) Taipé Chinês D 0-3 (0-3, 0-3, 0-3)                                           | 4º           |                      | Índia D 1-2 (0-3, 3-2, 1-3) |                      | 25º        |

## Tiro
| Evento                       | Atleta          | Qualificação | Qualificação | Qualificação | Qualificação | Qualificação | Qualificação | Final       |
| Evento                       | Atleta          | 1            | 2            | 3            | 4            | Total        | Pos.         | Final       |
| ---------------------------- | --------------- | ------------ | ------------ | ------------ | ------------ | ------------ | ------------ | ----------- |
| Carabina de ar 10 m feminino | Jenna Mackenzie | 97           | 97           | 98           | 96           | 388          | 13º          | Não avançou |

## Triatlo
| Evento               | Triatleta                                                            | Natação | Transição 1 | Ciclismo | Transição 2 | Corrida | Tempo total | Pos.             |
| -------------------- | -------------------------------------------------------------------- | ------- | ----------- | -------- | ----------- | ------- | ----------- | ---------------- |
| Individual masculino | Aaron Barclay                                                        | 8:39    | 0:29        | 28:39    | 0:22        | 16:32   | 54:41.49    | Medalha de ouro  |
| Individual feminino  | Maddie Dillon                                                        | 10:12   | 0:35        | 31:31    | 0:27        | 19:49   | 1:02:34.50  | 8º               |
| Revezamento misto    | Aaron Barclay e Maddie Dillon (como integrantes da equipe Oceania 1) |         |             |          |             |         | 1:19:55.23  | Medalha de prata |

## Vela
| Atleta         | Evento             | Regata | Regata | Regata | Regata | Regata | Regata | Regata | Regata | Regata | Regata | Regata | Regata | Pontos | Posição |
| Atleta         | Evento             | 1      | 2      | 3      | 4      | 5      | 6      | 7      | 8      | 9      | 10     | 11     | M      | Pontos | Posição |
| -------------- | ------------------ | ------ | ------ | ------ | ------ | ------ | ------ | ------ | ------ | ------ | ------ | ------ | ------ | ------ | ------- |
| Elise Beavis   | Byte CII feminino  | 11     | 10     | 7      | DSQ    | 9      | 15     | 6      | 8      | 15     | 11     | 15     | 11     | 103    | 11º     |
| Jack Collinson | Byte CII masculino | 16     | 4      | 5      | 19     | 14     | 27     | 1      | 21     | 18     | 16     | 7      | 24     | 124    | 15º     |

Notas:
- M - Regata da Medalha
- OCS – On the Course Side of the starting line
- DSQ – Disqualified (Desclassificado)
- DNF – Did Not Finish (Não completou)
- DNS – Did Not Start (Não largou)
- BFD – Black Flag Disqualification (Desclassificado por bandeira preta)
- RAF – Retired after Finishing (Aposentou-se após completar a prova)